# یابلونتس ناد ییزروو
یابلونتس ناد ییزروو (به چکی: Jablonec nad Jizerou) یک منطقهٔ مسکونی و شهرستان دارای شهرک سابقاً روستا در جمهوری چک است که در ناحیه سمیلی واقع شده‌است. یابلونتس ناد ییزروو ۱٬۷۴۲ نفر جمعیت دارد.

## خواهرخوانده
شهر زولتسباخ (هسن) خواهرخواندهٔ یابلونتس ناد ییزروو هست.